# 반전기하학
기하학에서 반전기하학(영어: Inversive geometry) 또는 반전기하는 유클리드 평면에서 "반전"이라 부르는 변환 방법을 일반화시켜 보존하는 이러한 수치들에 관한 속성 연구 분야 중 하나이다. 이러한 변환은 일반화한 원 내의 원에서 각도와 함수는 보존한 채 일반화시키는 것으로, "일반화한 원"은 원 또는 직선(느슨하게 얘기하여, 무한한 반지름을 가진 원)을 의미한다. 기하학의 많은 어려운 문제는 훨씬 더 다루기 쉬운 반전이 적용된다.
반전의 개념은 더 높은 차원의 공간에서도 일반화할 수 있다.

## 원에 관한 역

### 점의 역

P'는 점 O를 중심으로 한 점 P의 반전기하이다.
붉은 원에 대하여 O을 거치는 원(파랑)의 반전은 O를 통과하지 않는 초록색 선이며, 그 반대의 경우도 마찬가지이다.
붉은 원에 대하여 O을 거치지 않는 원(파랑)의 반전은 O를 통과하지 않는 초록색 원이며, 그 반대의 경우도 마찬가지이다.
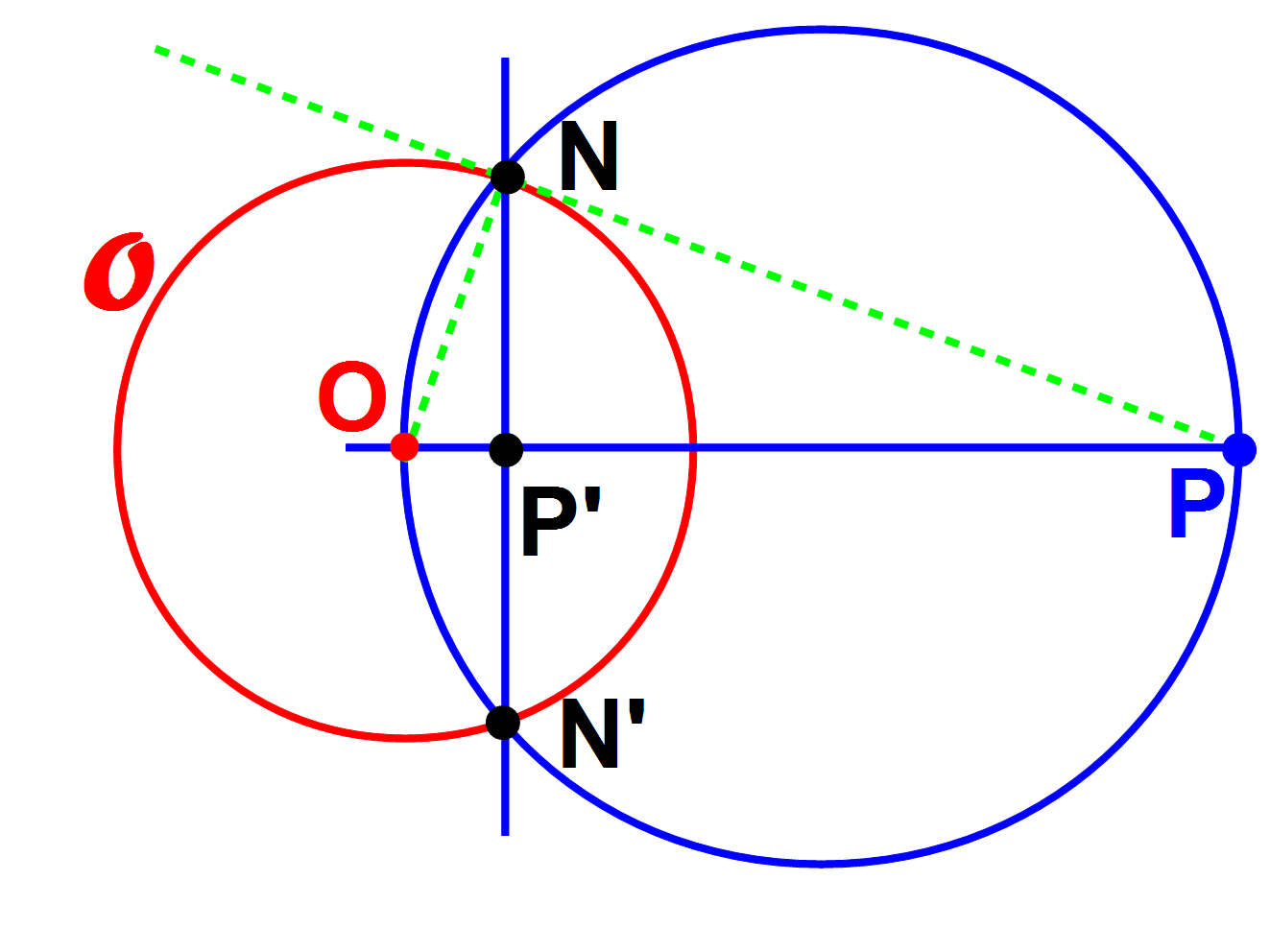
점 P의 반전인 P'는 원 O의 외부에 그려진다. r은 원 O의 반지름이다. 직각삼각형 OPN과 OP'N은 두 ∆s에 ∠NOP로 인해 닮음이며, 선 OP는 r과, r은 OP'와 비례 관계이다.
원의 반전은 그림 중앙에서 원의 중심이 위치하지 않는다.

평면에서, 중심이 O이고 반지름이 r인 기준원에 대한 점 P의 반전은 점 P'이며, 다음과 같이 점 P는 O와 한 직선에서 위치하고 있다.
{\displaystyle OP\times OP^{\prime }=r^{2}.}
어떤 점 P의 반전(점 O 제외)인 P'를 다시 반전시키면 점 P가 나오며, 그러므로 O를 제외한 모든 평면 상의 모든 점의 역을 두번 적용할 경우에는 자기 자신이 나온다. 역을 만들기 위해서는 모든 선에 위치한 한 점인 무한 원점에서 대합을 도입시켜야 하며, 정의를 통해 반전을 확장시키면 중점 O와 무한 원점이 서로의 역이다.
이것은 기준원 내부의 점에 대한 역은 반드시 기준원원 밖으로 위치해야 하며, 그 반대로, 무한 원점과 중심점의 위치가 함께 변화하면 원 위의 어떤 점도 영향을 받지 않는다(이것을 반전의 불변성이라고 한다). 요약하면, 중점에 다가갈수록 그의 역은 점점 더 멀어지며, 그 반대도 마찬가지이다.

### 특성
한 평면에서 원에 대하여 점집합들의 반전은 점의 역의 집합이다. 다음 속성은 원의 역을 정의하는 데 유용하다.
- 기준원의 중심을 통과하는 원의 역은 중심을 통과하지 않는 직선이며, 그 반대도 마찬가지이다. 반면, 원의 중심을 통과하는 선의 반전은 그 자신이다(점별로는 불변하지 않는다).
- 기준원의 중심을 통과하지 않는 원의 역은 중심을 통과하지 않는 원이다. 만약 원이 기준원을 만족하면, 이러한 고정된 점의 역도 원의 역에 있다. 원(또는 직선)은 만약 기준원이 직교하며 교차할 때만 역이 바뀌지 않는다.

추가적인 특성은 다음과 같다.
- 만약 원 q가 두 점 A과 A'를 지나는 원의 역을 k라고 하면, 원 k와 q는 서로 직교한다.
- 만약 원 q와 k가 직교하며 k와 q가 교차하는 중심 O를 지나는 직선에서 점 k의 역은 없다.
- 원 k의 중심 O를 지나는 삼각형 OAB가 있고, 원 k에 대한 점 A과 B의 역을 A'과 B'라고 하면 다음이 성립한다.

{\displaystyle \angle OAB=\angle OB'A'\ {\text{ and }}\ \angle OBA=\angle OA'B'.}
- 원 k와 직교하는 원 q와 p의 접점이 k의 역이다.
- 만약 원 k의 두 곡선이며 역시 원 k에 대한 역인 m과 m'의 역을 M과 M'이라고 한다면, 점 m과 점 m'에서 점 M과 점 M'의 접선은 선 MM'을 기본으로 한 이등변삼각형의 한 선 모양이거나 MM'의 수직선이다.
- 반전은 각도는 유지되지만, 각도 방향을 반대로 바꾸게 한다.

### 적용
원의 중심(반전의 중심을 지나지 않음)의 반전과 아래의 또 다른 반전 그림은 중심이 기준원 상 위에 위치한다. 이러한 사실은 삼각형의 내분점의 오일러 직선이 선분 OI와 같다는 것을 입증할 수 있다. 다음과 같이 증명할 수 있다.
삼각형 ABC의 내심에 대한 반전을 생각하자. 내접원으로 이루어진 삼각형의 중점삼각형은 삼각형 ABC의 반전이며, 중점삼각형의 외심은 내접원으로 이루어진 삼각형의 9개 점의 중심이 되므로 삼각형 ABC의 외심과 내심은 한 선상에 위치해 있다.
두개의 교차하지 않은 원의 반전은 서로서로 동심원 형태의 원이다. 그리고, 이 반전 길이(보통 δ로 표시)는 2개 동심원 반지름비의 자연로그로 정의한다.
여기에 더해서, 2개의 교차하지 않은 원은 역상이원(circle of antisimilitude)의 한 점을 중심에서 원의 역을 구해서 합동원을 역으로 할 수 있다.
피우셀러-립킨 결합은 반전원을 기계적으로 구현한 것이다. 이것은 선형 및 원형 운동 간 사이 변환의 중요한 문제에 대한 정확한 해결책을 구하는 데 이용한다.

## 같이 보기
- 역상이원
- 쌍대성 (사영기하학)
- 반형곡선
- 뫼비우스 변환
- 사영기하학
- 소디의 헥슬랫